# Het aanzien van ....

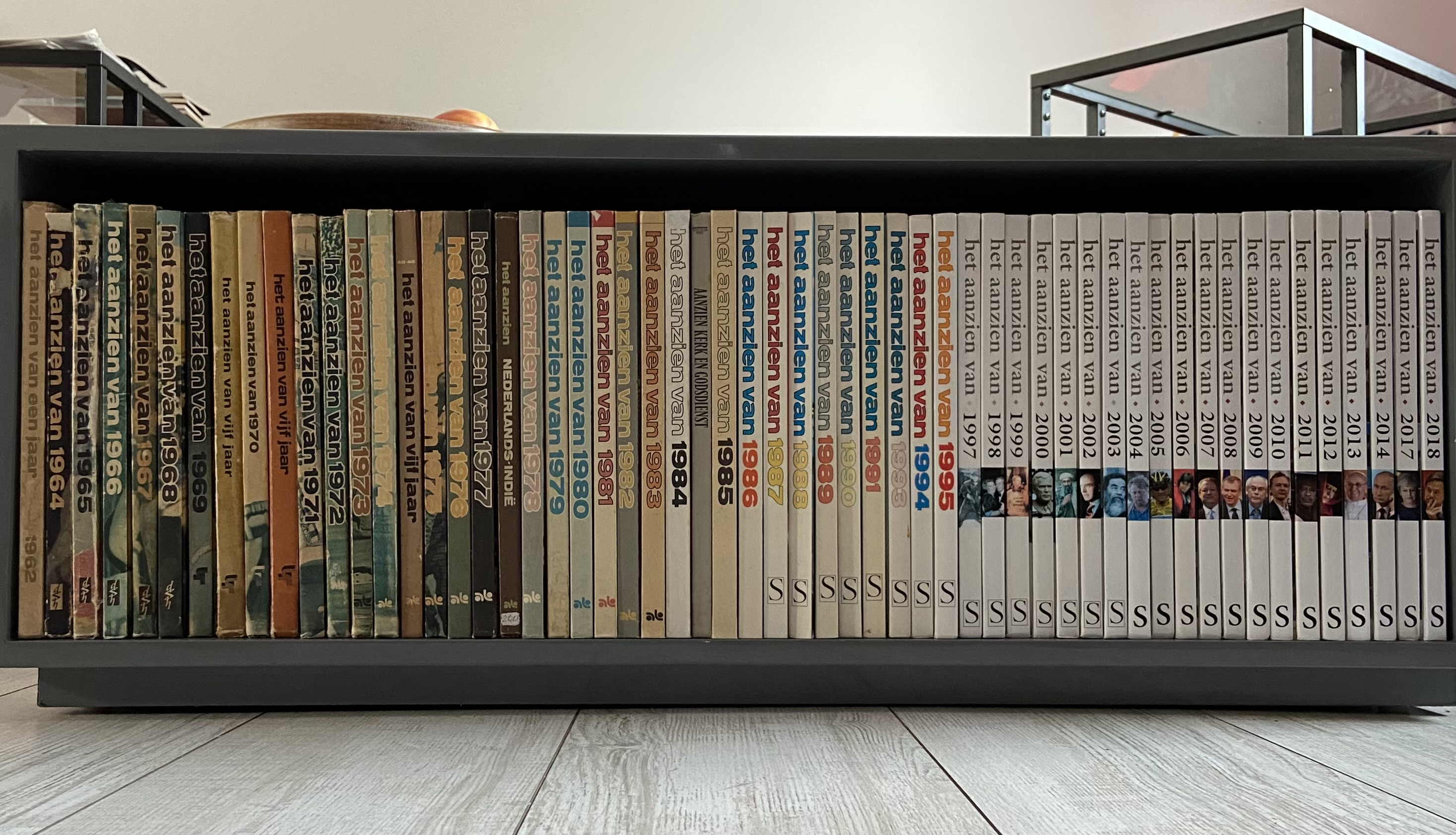
Een (incomplete) verzameling edities uit de serie "Het aanzien van…"

Het aanzien van .... (aangevuld met een jaartal) is een jaarlijks verschijnend boek waarin "12 maanden wereldnieuws in beeld" van het voorafgaande jaar rijkelijk geïllustreerd in kleur wordt weergegeven. De nadruk ligt hierbij op de foto's met korte verklarende teksten. Het boek dat gemiddeld rond de 200 bladzijden heeft wordt sinds 1962 elk jaar uitgeven door uitgeverij Het Spectrum en werd van 1983-2022 samengesteld door Han van Bree. Het eerste boek werd verkocht voor ƒ 2,75 en was nog in zwart-wit uitgevoerd en had de titel "Het aanzien van een jaar 1962". Het boek verschijnt jaarlijks half januari.  
In het boek wordt het belangrijkste Nederlandse en wereldnieuws behandeld, zoals rampen, spanningen, politiek, koningshuizen en sport maar ook bijvoorbeeld films, boeken of rages in binnen- en buitenland. Showbizz kwam in de jaren zestig ook ter sprake maar in de jaren daarna juist weer minder om in de jaren negentig weer prominent terug te keren. Ook geeft het boek een overzicht van bekende overledenen dat jaar en staan alle belangrijke sportuitslagen van dat jaar in het boek.
Tot 1997 bevatte de omslag één foto, vaak van een koninklijk of anderszins bekend iemand, zo stond op de eerste editie uit 1962 de Iraanse sjah. Pas in 1973 werd het een echte nieuwsfoto met als eerste Moshe Dayan. Sinds 1997 kwamen op de omslag meerdere kleinere foto's en kon men variëren.
Het boek loopt chronologisch door van de eerste tot de laatste dag van het jaar. In de tweede week van het nieuwe jaar ligt het boek dan in de winkel.  
In 2012 werd na 50 delen met in totaal ongeveer 11.000 pagina's een jubileumeditie voor het 50-jarig bestaan van de reeks uitgeven. 
Naast het jaarlijkse boek verschenen er in de loop der jaren ook speciale edities zoals een vijfjarenboek als Het aanzien 1970-1975, een eeuwoverzicht als Het aanzien de 20e eeuw en Aanzien van Amsterdam (1900-1980). Deze laatste editie was een stuk dikker dan de jaarboeken. 
Ook verschenen er boeken over specifieke onderwerpen als bijvoorbeeld Het aanzien Juliana 75 jaar, Het aanzien Kerk en Godsdienst en Het aanzien van Lucht en Ruimtevaart.
Een overzicht van alle bundels en specials:
Bundels (10)
Twintig jaar:
1900 -1920,
Tien jaar:
1920 - 1930,
1930 - 1940,
Vijf jaar
1940 - 1945,
1945 - 1950,
1950 - 1954,
1955 - 1959,
1960 - 1965,
1965 - 1970,
1970 - 1975 (andere uitgever)
Sport (7)
1983,
1984,
2002,
2003,
Wielersport,
Motorsport,
Oranje WK 2010
Oranjehuis (13)
De 32 jaren van Juliana, 
Juliana 75 jaar,
ons vorstenhuis in 1985,
Het huis van Oranje,
Juliana,
Bernhard,
Het gouden huwelijk (Juliana & Bernhard),
Beatrix,
Claus,
Een zilveren huwelijk (Beatrix & Claus),
Willem Alexander,
Maxima,
het huwelijk (Willem Alexander & Maxima)
Specials (11)
De vorstenhuizen,
De speelfilm,
De koopvaardij,
Nederlands-Indië,
Lucht- en ruimtevaart,
De automobiel,
40 jaar vrede?,
50 jaar wereldnieuws,
Ons verleden,
Een millennium
Register 1962-2004
Aanzien van … (i.p.v. HET Aanzien van …) (4)
Kerk en godsdienst,
Amsterdam,
19e eeuw,
20e eeuw.
Van de uitgaven van latere jaren (i.i.g. na 2011) zijn twee versies met verschillende voorkanten uitgekomen. 